# Бокарде, Карло
Карло Бокарде (итал. Carlo Baucardé; 1825, Флоренция, Италия — 1883, Флоренция, Италия) — итальянский оперный певец (тенор).
Наиболее раннее из известных выступлений Бокарде на сцене состоялось во Флоренции в 1847 году в опере Меркаданте «Il Bravo». В 1848—1850 годах он много пел в неапольском театре «Сан Карло», где исполнял партии на многих премьерах в этом театре, в том числе в «Макбете» и «Ломбардцах в первом крестовом походе» Верди.
В начале 1850-х годов Бокарде становится весьма популярен в Италии. Специально для него Верди написал партию Манрико в «Трубадуре», которую он исполнил на мировой премьере этой оперы.
Кроме того, Бокарде — первый исполнитель заглавной роли в «Полиевкте» Доницетти.